# John Young (Politiker, 1802)

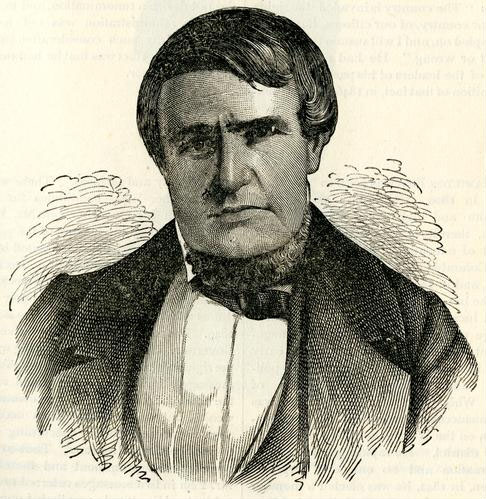
John Young

John Young (* 12. Juni 1802 in Chelsea, Orange County, Vermont; † 23. April 1852 in New York City) war ein US-amerikanischer Politiker und von 1847 bis 1849 Gouverneur des Bundesstaates New York. Außerdem vertrat er seinen Staat zweimal als Abgeordneter im US-Kongress.

## Frühe Jahre
Schon im Jahr 1806 kam John Young mit seinen Eltern in das heutige Conesus im Livingston County. Dort besuchte er die öffentlichen Schulen. Nach einem anschließenden Jurastudium wurde er im Jahr 1829 als Rechtsanwalt zugelassen. Danach begann er in Geneseo als Rechtsanwalt zu arbeiten.

## Politischer Aufstieg zum Kongressabgeordneten
Politisch war John Young zunächst Mitglied der Demokratischen Partei, wechselte dann aber zu den Whigs. Im Jahr 1833 und nochmals von 1844 bis 1845 war er Abgeordneter im Repräsentantenhaus von New York. Nach dem Rücktritt des Kongressabgeordneten Philo C. Fuller wurde er zu dessen Nachfolger im US-Repräsentantenhaus gewählt. Dort beendete er die angebrochene Legislaturperiode zwischen dem 9. November 1836 und dem 3. März 1837. Er kandidierte nicht für eine unmittelbare Wiederwahl. Zwischen dem 4. März 1841 und dem 3. März 1843 vertrat er seinen Staat zum zweiten Mal als Abgeordneter im US-Kongress.

## Gouverneur von New York und weiterer Lebenslauf
Am 2. November 1846 wurde John Young als Kandidat der Whigs zum Gouverneur seines Staates gewählt. Dieses Amt übte er zwischen dem 1. Januar 1847 und dem 1. Januar 1849 aus. In dieser Zeit fand in seinem Staat eine erste Konferenz der Frauenrechtsbewegung statt. Gouverneur Young war, wie seine Partei, gegen den zu dieser Zeit stattfindenden Mexikanisch-Amerikanischen Krieg. Des Weiteren erließ Young eine Gnadenbefugnis zur Haftaussetzung für die sich im Gefängnis befindlichen Bauern, die in der Zeit seines Amtsvorgängers Silas Wright gegen die Pachtzinsverträge der Gutsbesitzer rebelliert hatten. Im Jahr 1848 war John Young Delegierter auf dem Bundesparteitag der Whigs, auf dem Zachary Taylor als deren Präsidentschaftskandidat nominiert wurde. Young unterstützte Taylor in dessen Wahlkampf. Nach Ablauf seiner Amtszeit wurde er von dem inzwischen zum US-Präsidenten gewählten Taylor zum stellvertretenden Leiter der US-Finanzbehörden in New York City ernannt. Dieses Amt behielt er bis zu seinem Tod an Tuberkulose im Jahr 1852. John Young war mit Ellen Harris verheiratet, mit der er vier Kinder hatte.